# 幡随院長兵衛お待ちなせえ
『幡随院長兵衛お待ちなせえ』（ばんずいいんちょうべえおまちなせえ）は、1974年4月5日から1974年10月4日まで、NETテレビ系で金曜21:00より放映された全26話の時代劇。
第15話より『幡随院長兵衛』と改題した。

## 出演
- 幡随院長兵衛 - 平幹二朗
- おきん - 大原麗子
- 留吉 - 小松政夫
- 夢の市郎兵衛 - 江守徹
- 唐犬権兵衛 - 沖雅也
- 放駒四郎兵衛 - 北城寿太郎（第4話～第25話）
- 小仏小平 - 田中邦衛（第3話～第26話）
- お仙 - 水野久美（第2話～第26話）
- 小枝 - 土田早苗
- 常平 - 稲葉義男
- 桜井庄之助 - 鳥塚しげき
- 桜井庄右衛門 - 宮口精二
- 川辺金之介 - 山本清
- 矢田部源之介 - 船戸順
- 今戸の源六 - 長谷川弘
- 法華の長兵衛 - 藤岡重慶（第2話～第26話）
- 坂部三十郎 - 穂積隆信
- 伊勢屋清兵衛 - 永井智雄
- 石谷十蔵 - 武内亨
- 水野十郎左衛門 - 高橋悦史
- 大久保彦左衛門 - 志村喬（第1話）

## スタッフ
- プロデューサー：梶山仗佑、森誠一
- 原案：葉村彰子（ノンクレジット）
- 脚本：放映リスト参照。
- 音楽：冨田勲
- 殺陣：林邦史朗、岡本隆（若駒）
- ナレーター：芥川隆行
- 撮影：内海正治
- 照明：新井盛
- 録音：富田実
- 整音：黒丸治夫
- 美術：末広富治郎
- 装飾：浜村幸一
- 編集：神島帰美
- 助監督：渡辺拓也
- 制作主任：大曲瑛一
- 現像：東洋現像所
- 衣装：京都衣装
- 監督：放映リスト参照。
- 制作：東宝株式会社、俳優座映画放送、毎日放送

## 主題歌
- 「お若えのお待ちなせェ」（東宝レコード）

※第14話まで作詞：山上路夫、作曲：冨田勲、歌：チェイ光星
※第15話以降は本曲をアレンジしたインストゥルメンタル。

## 放映リスト
| 話数 | サブタイトル       | 原案     | 脚本              | 監督     | ゲスト出演者                                                              |
| ---- | ------------------ | -------- | ----------------- | -------- | ------------------------------------------------------------------------- |
| 1    | 長兵衛誕生         | 葉村彰子 | 加藤泰 葉村彰子   | 井上昭   | 財津一郎、中島元、松平健、平田昭彦                                        |
| 2    | 男度胸の花が咲く   | 葉村彰子 | 加藤泰 葉村彰子   | 井上昭   | 滝田裕介、鮎川浩、堀井永子、渡辺千世、石山克己 大村千吉、松平健、車だん吉 |
| 3    | 刀に賭けた男意気   | 葉村彰子 | 葉村彰子          | 松森健   | 川合伸旺、小栗一也、上野山功一、幸田宗丸、中島元 荻原紀                   |
| 4    | 大江戸暴れ馬       | 葉村彰子 | 葉村彰子          | 丸山誠治 | 渡辺千世、田口計、吉田義夫、木村元、井上雄介 都家歌六                     |
| 5    | 吠えろ唐犬         | 葉村彰子 | 大西信行          | 丸山誠治 | 中村孝雄、梅田智子、荒木保夫                                              |
| 6    | 父娘を結ぶ琴の糸   | 葉村彰子 | 大西信行 葉村彰子 | 井上昭   | 竹下景子、日野道夫、松平健、梅田智子、矢野間啓二 ハナ肇                   |
| 7    | 俎の上の鯉         | 葉村彰子 | 葉村彰子          | 松森健   | 紅景子、福崎和宏、大前均、内田勝正、松平健                                |
| 8    | 帰って来た伊達男   | 葉村彰子 | 葉村彰子          | 井上昭   | 和崎俊哉、工藤明子、頭師孝雄、山本廉、中島元                              |
| 9    | めぐり逢いの日     | 葉村彰子 | 葉村彰子          | 井上昭   | 嵯峨善兵、大前均、川野耕司、松平健                                        |
| 10   | 男一匹心で勝負     | 葉村彰子 | 葉村彰子 鶴島光重 | 松森健   | 佐々木剛、今出川西紀、森下二郎、木南清、北川陽一郎 見明凡太朗             |
| 11   | 乙女は体を張った   | 葉村彰子 | 葉村彰子          | 井上昭   | 黒沢のり子、住吉正博、白石奈緒美、沖田駿一、浜田寅彦                      |
| 12   | 甦った恋           | 葉村彰子 | 稲垣俊            | 松森健   | 南川直、河原崎次郎、小林夕岐子、滝沢浩、江幡高志 横森久、江見俊太郎       |
| 13   | 江戸娘は情で走る   | 葉村彰子 | 宮川一郎          | 松森健   | 柴田美保子、矢野間啓二、小瀬格、鳴海吾郎、山西道広                        |
| 14   | 女が燃える!        | 葉村彰子 | 木下亮            | 松森健   | 喜多岡照代、川村真樹、外山高士、北村晃一、畠山麦 大村千吉、富田仲次郎     |
| 15   | 怪談・呪いの古井戸 | 葉村彰子 | 稲垣俊            | 松森健   | 徳永れい子、大丸二郎、城山順子、松木路子、太田美緒 近藤宏                 |
| 16   | 情死               | 葉村彰子 | 宮川一郎          | 井上昭   | 藤森達雄、御影伸介、沢村宗之助、初瀬乙羽、宮本曠二朗 志垣太郎、和泉雅子   |
| 17   | 大江戸無責任男     | 葉村彰子 | 大西信行          | 井上昭   | 遠藤剛、阿部希郎、江夏夕子、沢美鶴、野崎明美 河津清三郎、植木等           |
| 18   | 熟れた貢物         | 葉村彰子 | 鶴島光重 葉村彰子 | 松森健   | 山西道広、真屋順子、曽我廼家一二三、荘司肇、渥美国泰                      |
| 19   | 怪談・鬼火ヶ淵     | 葉村彰子 | 宮川一郎 葉村彰子 | 松森健   | 有吉ひとみ、泉晶子、小笠原弘、西川敬三郎、増田順司 日下武史、吉田輝雄     |
| 20   | 鉄火場の女         | 葉村彰子 | 鶴島光重          | 松林宗恵 | 伊達三郎、高城淳一、野々浩介、大宮幸悦、長谷川明男 団令子                 |
| 21   | 命果つる日         | 葉村彰子 | 葉村彰子          | 松林宗恵 | 宗近晴見、中真千子、水上竜子、川野耕司、高松政雄                          |
| 22   | 狙われた祝言       | 葉村彰子 | 葉村彰子          | 松森健   | 中山昭二、成瀬昌彦、伊吹聡太朗、幸田宗丸、沢りつお 松本克平               |
| 23   | 拐かされた女       | 葉村彰子 | 木下亮 葉村彰子   | 松森健   | 木村而呂、市毛良枝、和田文夫、小松方正                                    |
| 24   | 哀しい女           | 葉村彰子 | 鶴島光重 葉村彰子 | 清水勝也 | 原田清人、北村晃一、石山克己、新克利、関根恵子                            |
| 25   | 非業の死           | 葉村彰子 | 葉村彰子          | 井上昭   | 川野耕司、松田剣、森下二郎                                                |
| 26   | 男伊達一代         | 葉村彰子 | 葉村彰子          | 井上昭   | 松田剣、森下二郎、小笠原良知                                              |

## 放送局

### 同時ネット
- 毎日放送（制作局）
- 北海道テレビ放送
- NETテレビ
- 名古屋放送
- 岡山放送（当時はフジテレビ系列とのクロスネット局かつ放送免許エリアは岡山県のみ）[1]
- 瀬戸内海放送（当時の放送免許エリアは香川県のみ）[1]
- 九州朝日放送

### 時差ネット
- 中国放送（TBS系列）：水曜16:00 - 16:55[2][3]

## 前後番組
| NET系 金曜21時台（当時はMBSの制作枠。一部地域を除く） | NET系 金曜21時台（当時はMBSの制作枠。一部地域を除く） | NET系 金曜21時台（当時はMBSの制作枠。一部地域を除く） |
| 前番組                                                | 番組名                                                | 次番組                                                |
| ----------------------------------------------------- | ----------------------------------------------------- | ----------------------------------------------------- |
| 狼・無頼控                                            | 幡随院長兵衛お待ちなせえ                              | もってのほか                                          |